# Tai Tzu-ying
Tai Tzu-ying (født 20. juni 1994) er en kvindelig taiwansk badmintonspiller.
 I en alder af bare 22 år, blev hun nummer 1. på verdensranglisten i badminton for kvinde singler i december 2016, og har siden holdt rekorden med 148 uge (til og med juli 2021).
Tai vandt guld ved Asian Games i 2018 og Sommeruniversiaden i 2018. Hun har også vundet to asiatiske mesterskaber og All England Open 2020 .
Hun deltog under Sommer-OL 2016 i Rio de Janeiro, Sommer-OL 2012 i London og ligeledes Sommer-OL 2020 i Tokyo. Hun nåede finalen i 2020, hvor hun blev slået af kinesiske Chen Yufei 18-21 21-19 18-21, i finalekampen og sikrede dermed hendes første olympiske sølvmedalje.